# Georges Clair
Pour l’article ayant un titre homophone, voir Georges Clerc.
Georges Clair, né en 1929, est un réalisateur et scénariste français.

## Biographie
Il est propriétaire, avec son épouse Arlène, du Théâtre André Bourvil situé à Paris XIe.

## Filmographie

### Réalisation
- 1970 : Clodo
- 1978 : Collégiennes à  tout faire
- 1979 : Trois lycéennes à Paris

### Acteur
- 1970 : Clodo : Fabien
- 1975 : Les tringleuses d'Alphonse Beni : Le barman bègue
- 1979 : Dance My Love